# Michał Szeremet
Michał Szeremet (ur. 15 marca 1974 w Kożuchowie) – polski piłkarz, występujący na pozycji pomocnika.

## Życiorys
Początkowy etap seniorskiej kariery spędził przede wszystkim na grze w bydgoskich klubach: BKS, Polonia Bydgoszcz, Chemiku i Chemiku/Zawiszy. W okresie gry w Chemiku zainteresowanie nim wykazywały m.in. Lech Poznań, Odra Wodzisław Śląski i Amica Wronki. Po wejściu w życie w Polsce prawa Bosmana w 2002 roku został piłkarzem Świtu Nowy Dwór Mazowiecki, zarzucając wcześniejsze plany zostania nauczycielem wychowania fizycznego. Z klubem tym awansował do I ligi, w której w sezonie 2003/2004 rozegrał 25 meczów. Po przejściu głównego sponsora Świtu – firmy Lukullus – do Widzewa Łódź Szeremet został pozyskany przez łódzki klub. Na pierwszym treningu w Widzewie odniósł kontuzję, a po jej wyleczeniu nie został zawodnikiem podstawowego składu. W 2005 roku został piłkarzem Unii Janikowo, z którą awansował do II ligi. W sezonie 2006/2007 występował w Odrze Opole i ponownie Unii Janikowo. Po konflikcie z trenerem Unii, Andrzejem Wiśniewskim, wyjechał za namową kolegi do Holandii, gdzie podjął pracę w firmie Nijhof Wassink oraz grał amatorsko w klubie SV Zwaluwen Wierden. Po półtora roku wrócił do Polski, podejmując zatrudnienie w polskim oddziale dotychczasowego pracodawcy. W sezonie 2010/2011 grał w Chemiku Bydgoszcz, a później w amatorskich klubach.

## Statystyki ligowe
| Sezon         | Klub                      | Liga     | Mecze | Gole |
| ------------- | ------------------------- | -------- | ----- | ---- |
| 2002/2003     | Świt Nowy Dwór Mazowiecki | II liga  | 32    | 6    |
| 2003/2004     | Świt Nowy Dwór Mazowiecki | I liga   | 25    | 0    |
| 2004/2005     | Widzew Łódź               | II liga  | 12    | 0    |
| 2005/2006     | Unia Janikowo             | III liga | ?     | 0    |
| 2006/2007 (j) | Odra Opole                | II liga  | 13    | 0    |
| 2006/2007 (w) | Unia Janikowo             | II liga  | 13    | 0    |